# Guerra de los Cabanos
La Cabanada o la Guerra de los Cabanos (en portugués: Guerra dos Cabanos) fue una rebelión ocurrida en el Imperio del Brasil entre 1832 y 1835 poco después de la abdicación de Pedro I, al inicio de la regencia de Pedro II. Las dificultades económicas del nuevo régimen, con el comercio estancado, la caída de los precios del algodón y la caña de azúcar y los privilegios comerciales de Inglaterra desde 1810, causaron muchos disturbios durante dicho período.
Se deben diferenciar las rebeliones según el lugar donde se produjeron. El primer movimiento estalló en Pernambuco y Alagoas fue una rebelión conservadora que exigía el retorno de Pedro I, se llevó a cabo en una región muy montañosa y selvática, dirigida por Vicente de Paula y formada por gente de origen humilde, indígenas (jacupíes y otros) y esclavos fugitivos (llamados papaméis).
Con la muerte de Pedro I en Portugal en 1834 el movimiento perdió su razón de existir, tras una conferencia de paz el obispo de Olinda João da Purificação Marques Perdigão consiguió el fin del conflicto. Sin embargo, eso no impidió a los gobernadores Manoel de Carvalho Paes de Andrade y Antônio Pinto Chichorro da Gama enviar un ejército de 4.000 hombres a cercar a los insurrectos y arrestar a cientos de ellos.
En Pará la revuelta fue llamada Cabanagem y tuvo un tinte más sangriento y separatista. Vicente de Paula terminó encarcelado en Fernando de Noronha.